# Gạch bông

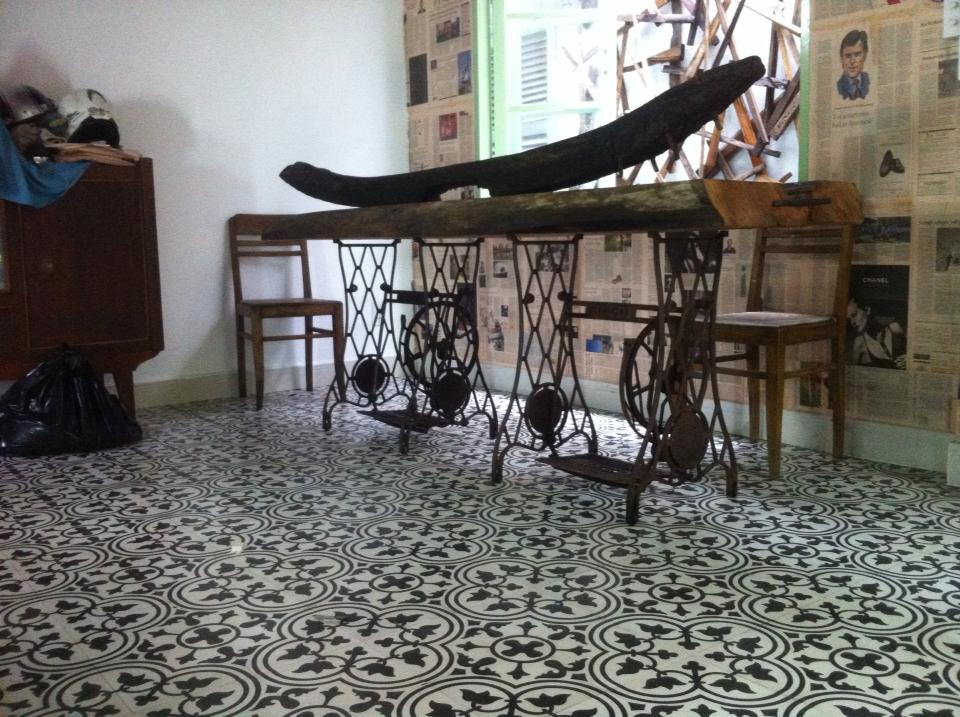
Mẫu gạch bông cổ điển.

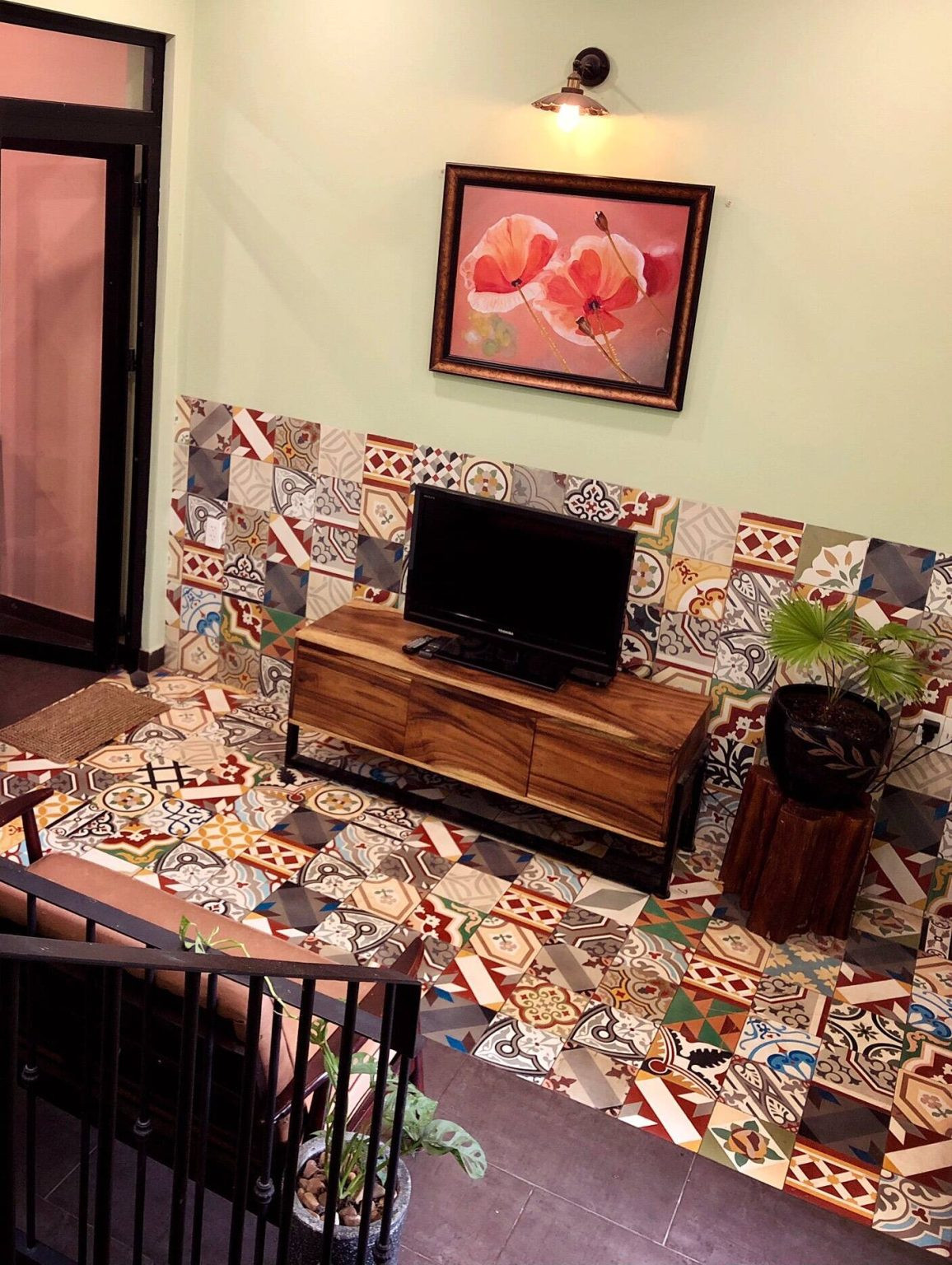
Gạch bông gió

Gạch bông hay gạch hoa hay gạch đá hoa là loại vật liệu ốp lát được tạo thành từ xi măng, bột đá, cát, bột màu và một số phụ gia bê tông dùng để trang trí trong kiến trúc. Khác với gạch men, gạch bông là loại gạch không nung thân thiện môi trường & có độ bền lên đến hàng trăm năm.
Gạch bông được sử dụng tại Việt Nam từ những năm thực dân Pháp đô hộ nước ta. Các công trình sử dụng gạch bông Pháp vẫn còn hiện hữu tại những công trình cổ mà Pháp để lại ở các thành phố Hà Nội, Huế, Đà Lạt, Nha Trang, Vũng Tàu, Thành phố Hồ Chí Minh... và nhiều công trình tôn giáo do người Pháp xây dựng. 

## Cấu tạo
Gạch bông cấu thành từ hai lớp: lớp hoa văn và lớp đế. Cấu thành lớp hoa văn là xi măng trắng, bột màu và bột đá. Các hoa văn được hình thành bằng cách sử dụng khuôn hoa văn (hay rập hoa văn) mỗi ô hoa văn được điền các màu sắc khác nhau. Cấu thành lớp đế là bột đá mi và xi măng đen. Gạch bông xuất xứ từ châu Âu. Đến nay đang có sự tranh cãi giữa nguồn gốc gạch bông từ Tây Ban Nha hoặc từ Pháp. 

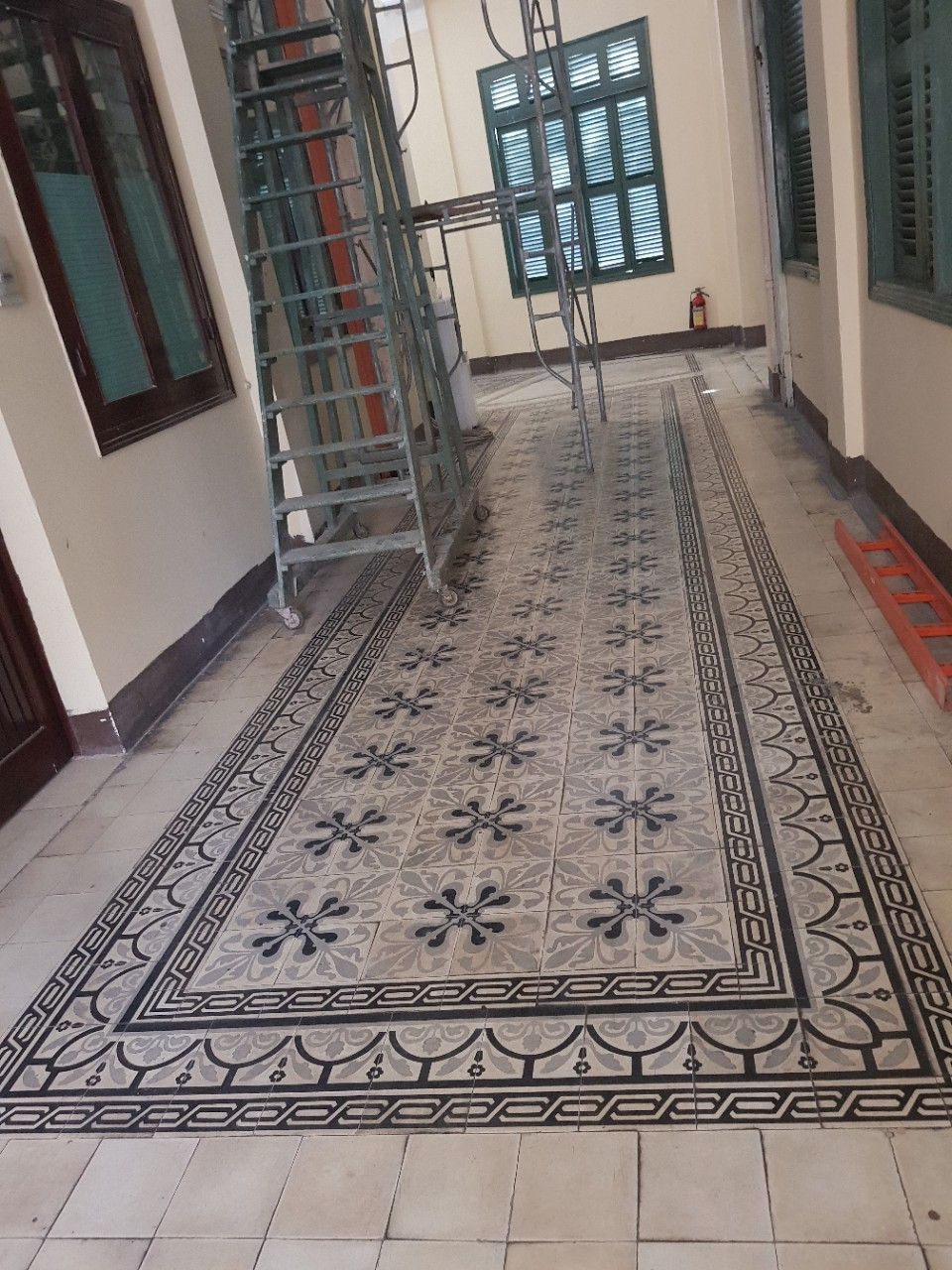
Sàn gạch bông do người Pháp lát tại công trình cổ. Nay là trụ sở Ủy ban nhân dân Thành phố Hồ Chí Minh

Gạch bông tại Việt Nam thì xuất hiện từ thời Pháp thuộc. Những công trình xây dựng từ thời kỳ này vẫn còn đang sử dụng gạch bông như tòa nhà Ủy ban nhân dân thành phố Hồ Chí Minh, trụ sở bảo tàng, trụ sở tòa án thành phố Hồ Chí Minh. Điểm yếu của gạch bông xi măng là dễ bắt bụi bẩn, tính chống thấm không cao, chính vì vậy loại gạch bông porcelain (đế bằng bột đá) khắc phục được hầu hết các nhược điểm của gạch bông xi măng